# Dolina Pozzatina

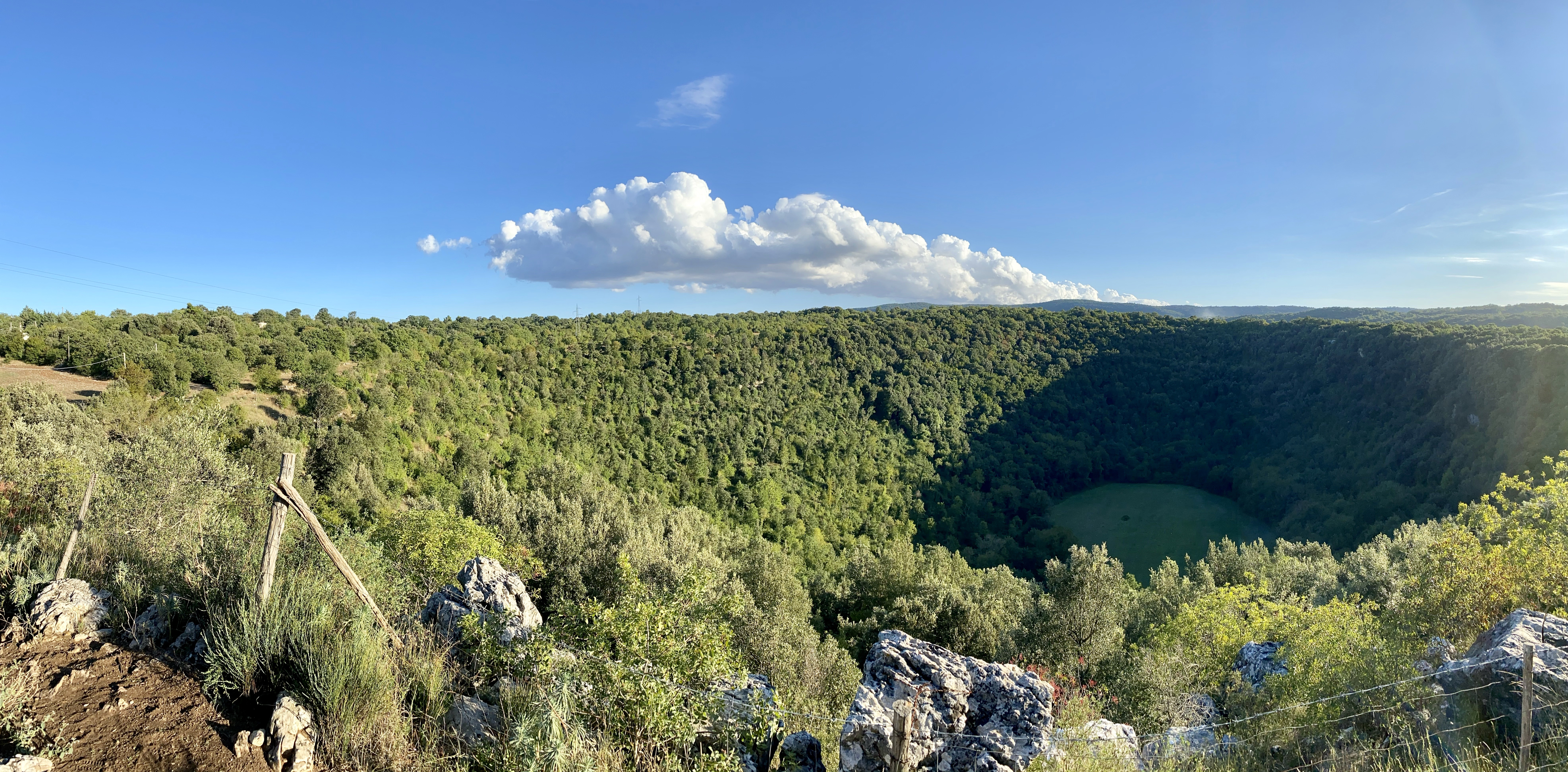
Dolina Pozzatina in het Nationaal park Gargano

De Dolina Pozzatina is een doline, een zinkgat, in de kalkrotsen van de berg Gargano. Het Nationaal park Gargano bevindt zich in de spoor van de Italiaanse laars, in de regio Puglia. De Dolina Pozzatina staat op het grondgebied van de gemeente San Nicandro Garganico.
Vroeger werd in de streek het verhaal verteld over haar ontstaan. Een vliegende draak werd afgeschoten en zijn val maakte de gigantische put.

## Beschrijving
De Dolina Pozzatina is de tweede grootste doline in Europa.
De meest gedetailleerde afmetingen zijn afkomstig van de onderzoeksploeg van Bissanti in 1966. De doline heeft een ellipsvorm met als diameters aan de top 675 m in de lange as en 440 m in de korte as. De hellingen lopen scherp naar beneden af, met een licht concave vorm en op sommige plaatsen zelfs verticaal. De hoogte van de doline varieert tussen de 104 m en 130 m.
Op de bodem zijn de diameters 225 m in de lange as en 128 m in de korte as. De bodem is weinig waterdoorlaatbaar.
Aan de westelijke helling is er een grot, genoemd de Grotta Pozzatina. Bissanti beschreef een tunnel, een kleine hal, een galerij van 7 m hoog en vervolgens een lage doorgang van 10 m. De grot is sinds het onderzoek van Bissanti gesloten.